# 1831 Nicholson
Az 1831 Nicholson (ideiglenes jelöléssel 1968 HC) a Naprendszer kisbolygóövében található aszteroida. Paul Wild fedezte fel 1968. április 17-én.